# Aire urbaine de Londres

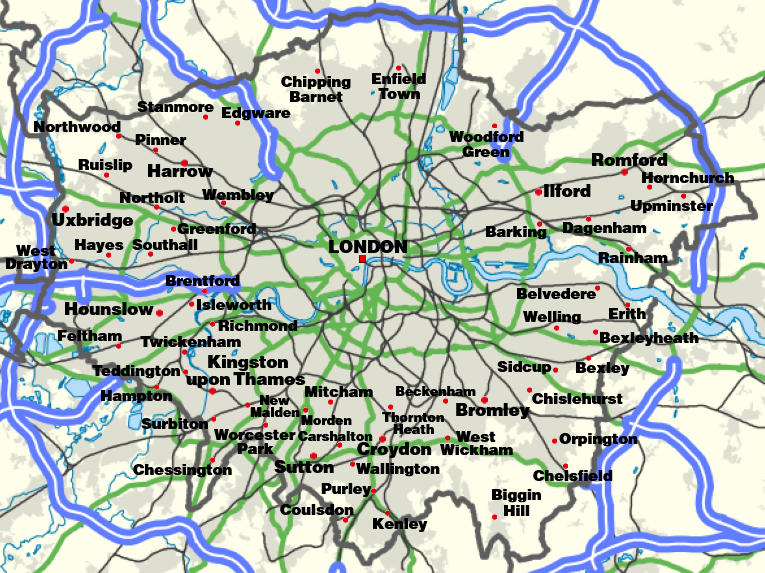
Carte de Londres et de sa banlieue.

 (septembre 2020).
Si vous disposez d'ouvrages ou d'articles de référence ou si vous connaissez des sites web de qualité traitant du thème abordé ici, merci de compléter l'article en donnant les références utiles à sa vérifiabilité et en les liant à la section « Notes et références ».
L'aire urbaine de Londres, ou unité urbaine de Londres, (Greater London Urban Area) est le nom de l’agglomération qui comprend et entoure la ville de Londres, dans le sud-est du Royaume-Uni. D'après les chiffres de l'Office for National Statistics de 2014, cette aire urbaine, ou unité urbaine[pas clair], compte environ 10 100 000 habitants, ce qui en fait la troisième unité urbaine la plus importante d'Europe après celle de Moscou et de Paris (et anciennement la deuxième unité urbaine de l'Union Européenne). 

## Composition de la région urbaine
Lors du recensement de 2001, l'Office for National Statistics a défini la région urbaine de Londres comme étant composée de :

### Région de Londres
- Barking et Dagenham
- Barnet
- Bexley[2]
- Brent
- Bromley
- Camden
- City of London
- City of Westminster
- Croydon
- Ealing
- Enfield
- Greenwich
- Hackney
- Hammersmith et Fulham
- Haringey
- Harrow
- Havering
- Hillingdon
- Hounslow
- Islington
- Kensington et Chelsea
- Kingston upon Thames
- Lambeth
- Lewisham
- Merton
- Newham
- Redbridge
- Richmond upon Thames
- Southwark
- Sutton
- Tower Hamlets
- Waltham Forest
- Wandsworth

### Surrey
- Addlestone
- Ashford
- Ashtead
- Banstead
- Bramley
- Brookwood
- Broomhall/Windlesham/Virginia Water
- Caterham
- Chertsey
- Chobham
- Claygate
- Cobham[3]
- Effingham
- Egham
- Epsom
- Esher
- Ewell
- Guildford
- Hooley
- Leatherhead
- Lyne
- Mimbridge
- Netherne-on-the-Hill
- Ottershaw
- Pirbright
- Pirbright Camp
- Shepperton[4]
- Staines-upon-Thames
- Sunbury[4]
- Walton-on-Thames
- Warlingham
- Weybridge
- Woking
- Worplesdon

### Hertfordshire
| - Bedmond - Borehamwood - Bushey - Cheshunt - Chorleywood - Elstree - Hemel Hempstead - Hoddesdon - How Wood | - Northwood - Park Street - Rickmansworth - Sawbridgeworth - Smallford - St Albans - St Margarets - Waltham Cross - Watford |

| - Binfield - Bracknell - Cheapside - North Ascot - Slough - Winkfield Street - Woodside - Wraysbury | - Broadley Common - Chigwell - Harlow - Loughton - Stapleford Abbotts - Waltham Abbey | - Dartford - Gravesend - Greenhithe - Maypole - Northfleet - Stone - Swanscombe |